# Liga mistrů UEFA 2020/2021 – vyřazovací fáze
Vyřazovací fáze Ligy mistrů UEFA 2020/21 započala 16. února 2021 osmifinálovými zápasy a vyvrcholil 29. května 2021 finálem hraném na stadionu Estádio do Dragão v portugalském Portu, který rozhodnul, že šampionem Ligy mistrů UEFA 2020/21 se stala Chelsea FC. Vyřazovací části se zúčastnilo celkem 16 týmů.
Liga Mistrů UEFA 2020/21 - skupinová fáze

## Účastníci
Ve vyřazovací fázi jsou týmy nalosovány do dvojzápasů hraných systémem doma-venku, kromě finále hraného pouze na jeden zápas. Do osmifinále jsou proti sobě nalosováni vítězové skupin a týmy z 2. míst, přičemž se proti sobě nemohou utkat týmy ze stejné skupiny nebo stejné země. Od čtvrtfinále již tato pravidla neplatí a mohou tak proti sobě hrát jakákoliv mužstva. Vyřazovací fáze začíná losem 14. prosince 2020 a zápasy se odehrají od 16. února 2021 do 29. května 2021.
| Skupiny | Vítězové (nasazené týmy) | 2. místo ve skupně (nenasazené týmy) |
| ------- | ------------------------ | ------------------------------------ |
| A       | Bayern Mnichov           | Atlético Madrid                      |
| B       | Real Madrid              | Borussia Mönchengladbach             |
| C       | Manchester City          | Porto                                |
| D       | Liverpool                | Atalanta                             |
| E       | Chelsea                  | Sevilla                              |
| F       | Borussia Dortmund        | Lazio                                |
| G       | Juventus                 | Barcelona                            |
| H       | Paris Saint-Germain      | RB Leipzig                           |

## Systém
Ve vyřazovací fázi se, vyjímaje finále, hraje na dva zápasy systémem doma-venku. Do další fáze postupuje tým, který v součtu obou zápasů vstřelí více gólů. Pokud oba dva týmy vstřelí stejný počet branek, postupuje do další fáze mužstvo které vstřelí více gólů na hřišti soupeře. Pokud nastane situace, kdy oba týmy v daném dvojzápase prohrály i vyhrály či 2× remizovali stejným výsledkem, jde zápas do prodloužení. Pravidlo pro góly na hřišti soupeře platí i zde. Pokud v prodloužení branka nepadne, o postupujícím do další fáze rozhodne penaltový rozstřel. Pokud v prodloužení ale branka padne, tak domácí tým postoupil jen tehdy, když svému soupeři vstřelil minimálně dva góly. Hostujícímu týmu stačí k postupu dále i prohra o jeden gól. Ve finále, je-li skóre na konci základního hracího času vyrovnané, se hraje prodloužení a poté, když je skóre stále vyrovnané, následuje penaltový rozstřel.

## Termíny
Termíny pro odehrání jednotlivých kol a jejich losování jsou uvedeny níže. Los probíhá vždy v Nyonu, ve Švýcarsku, v sídle UEFA.
| Kolo        | Datum Losování    | První Zápasy                                | Druhé Zápasy                                |
| ----------- | ----------------- | ------------------------------------------- | ------------------------------------------- |
| Osmifinále  | 14. prosince 2020 | 16.-17. a 23.-24. února 2021                | 9.-10. a 16.-17. března 2021                |
| Čtvrtfinále | 19. března 2021   | 6.-7. dubna 2021                            | 13.-14. dubna 2021                          |
| Semifinále  | 19. března 2021   | 27.-28. dubna 2021                          | 4.-5. dubna 2021                            |
| Finále      | 19. března 2021   | 29. května 2021 na Estádio do Dragão, Porto | 29. května 2021 na Estádio do Dragão, Porto |

## Pavouk
|  | Osmifinále      | Osmifinále      | Osmifinále | Osmifinále |    |                 | Čtvrtfinále | Čtvrtfinále | Čtvrtfinále | Čtvrtfinále |  |             | Semifinále | Semifinále | Semifinále | Semifinále |                 |   | Finále | Finále |
|  |                 |                 |            |            |    |                 |             |             |             |             |  |             |            |            |            |            |                 |   |        |        |
|  | Lazio           | 1               | 1          | 2          |    |                 |             |             |             |             |  |             |            |            |            |            |                 |   |        |        |
|  | Bayern          | 4               | 2          | 6          |    |                 |             |             |             |             |  |             |            |            |            |            |                 |   |        |        |
|  | Bayern          | 4               | 2          | 6          |    | Bayern          | 2           | 1           | 3           |             |  |             |            |            |            |            |                 |   |        |        |
|  |                 |                 |            |            |    | Bayern          | 2           | 1           | 3           |             |  |             |            |            |            |            |                 |   |        |        |
|  |                 | PSG             | 3          | 0          | 3* |                 |             |             |             |             |  |             |            |            |            |            |                 |   |        |        |
|  | Barcelona       | PSG             | 3          | 0          | 3* | 1               | 1           | 2           |             |             |  |             |            |            |            |            |                 |   |        |        |
|  | Barcelona       |                 |            |            |    | 1               | 1           | 2           |             |             |  |             |            |            |            |            |                 |   |        |        |
|  | PSG             | 4               | 1          | 5          |    |                 |             |             |             |             |  |             |            |            |            |            |                 |   |        |        |
|  | PSG             | 4               | 1          | 5          |    |                 |             |             |             |             |  | PSG         | 1          | 0          | 1          |            |                 |   |        |        |
|  |                 |                 |            |            |    |                 |             |             |             |             |  | PSG         | 1          | 0          | 1          |            |                 |   |        |        |
|  |                 | Manchester City | 2          | 2          | 4  |                 |             |             |             |             |  |             |            |            |            |            |                 |   |        |        |
|  | Mönchengladbach | Manchester City | 2          | 2          | 4  | 0               | 0           | 0           |             |             |  |             |            |            |            |            |                 |   |        |        |
|  | Mönchengladbach |                 |            |            |    | 0               | 0           | 0           |             |             |  |             |            |            |            |            |                 |   |        |        |
|  | Manchester City | 2               | 2          | 4          |    |                 |             |             |             |             |  |             |            |            |            |            |                 |   |        |        |
|  | Manchester City | 2               | 2          | 4          |    | Manchester City | 2           | 2           | 4           |             |  |             |            |            |            |            |                 |   |        |        |
|  |                 |                 |            |            |    | Manchester City | 2           | 2           | 4           |             |  |             |            |            |            |            |                 |   |        |        |
|  |                 | Dortmund        | 1          | 1          | 2  |                 |             |             |             |             |  |             |            |            |            |            |                 |   |        |        |
|  | Sevilla         | Dortmund        | 1          | 1          | 2  | 2               | 2           | 4           |             |             |  |             |            |            |            |            |                 |   |        |        |
|  | Sevilla         |                 |            |            |    | 2               | 2           | 4           |             |             |  |             |            |            |            |            |                 |   |        |        |
|  | Dortmund        | 3               | 2          | 5          |    |                 |             |             |             |             |  |             |            |            |            |            |                 |   |        |        |
|  | Dortmund        | 3               | 2          | 5          |    |                 |             |             |             |             |  |             |            |            |            |            | Manchester City | 0 |        |        |
|  |                 |                 |            |            |    |                 |             |             |             |             |  |             |            |            |            |            |                 | 0 |        |        |
|  |                 | Chelsea         | 2          |            |    |                 |             |             |             |             |  |             |            |            |            |            |                 |   |        |        |
|  | Atalanta        | Chelsea         | 2          | 0          | 1  | 1               |             |             |             |             |  |             |            |            |            |            |                 |   |        |        |
|  | Atalanta        |                 |            | 0          | 1  | 1               |             |             |             |             |  |             |            |            |            |            |                 |   |        |        |
|  | Real Madrid     | 1               | 3          | 4          |    |                 |             |             |             |             |  |             |            |            |            |            |                 |   |        |        |
|  | Real Madrid     | 1               | 3          | 4          |    | Real Madrid     | 3           | 0           | 3           |             |  |             |            |            |            |            |                 |   |        |        |
|  |                 |                 |            |            |    | Real Madrid     | 3           | 0           | 3           |             |  |             |            |            |            |            |                 |   |        |        |
|  |                 | Liverpool       | 1          | 0          | 1  |                 |             |             |             |             |  |             |            |            |            |            |                 |   |        |        |
|  | RB Lipsko       | Liverpool       | 1          | 0          | 1  | 0               | 0           | 0           |             |             |  |             |            |            |            |            |                 |   |        |        |
|  | RB Lipsko       |                 |            |            |    | 0               | 0           | 0           |             |             |  |             |            |            |            |            |                 |   |        |        |
|  | Liverpool       | 2               | 2          | 4          |    |                 |             |             |             |             |  |             |            |            |            |            |                 |   |        |        |
|  | Liverpool       | 2               | 2          | 4          |    |                 |             |             |             |             |  | Real Madrid | 1          | 0          | 1          |            |                 |   |        |        |
|  |                 |                 |            |            |    |                 |             |             |             |             |  | Real Madrid | 1          | 0          | 1          |            |                 |   |        |        |
|  |                 | Chelsea         | 1          | 2          | 3  |                 |             |             |             |             |  |             |            |            |            |            |                 |   |        |        |
|  | Porto           | Chelsea         | 1          | 2          | 3  | 2               | 2           | 4*          |             |             |  |             |            |            |            |            |                 |   |        |        |
|  | Porto           |                 |            |            |    | 2               | 2           | 4*          |             |             |  |             |            |            |            |            |                 |   |        |        |
|  | Juventus        | 1               | 3          | 4          |    |                 |             |             |             |             |  |             |            |            |            |            |                 |   |        |        |
|  | Juventus        | 1               | 3          | 4          |    | Porto           | 0           | 1           | 1           |             |  |             |            |            |            |            |                 |   |        |        |
|  |                 |                 |            |            |    | Porto           | 0           | 1           | 1           |             |  |             |            |            |            |            |                 |   |        |        |
|  |                 | Chelsea         | 2          | 0          | 2  |                 |             |             |             |             |  |             |            |            |            |            |                 |   |        |        |
|  | Atlético Madrid | Chelsea         | 2          | 0          | 2  | 0               | 0           | 0           |             |             |  |             |            |            |            |            |                 |   |        |        |
|  | Atlético Madrid |                 |            |            |    | 0               | 0           | 0           |             |             |  |             |            |            |            |            |                 |   |        |        |
|  | Chelsea         | 1               | 1          | 3          |    |                 |             |             |             |             |  |             |            |            |            |            |                 |   |        |        |

## Osmifinále
| Domácí v 1. zápase       | Celkem | Hosté v 1. zápase   | 1. zápas | 2. zápas |
| ------------------------ | ------ | ------------------- | -------- | -------- |
| Borussia Mönchengladbach | 0:4    | Manchester City     | 0:2      | 0:2      |
| Lazio                    | 2:6    | Bayern Mnichov      | 1:4      | 1:2      |
| Atlético Madrid          | 0:3    | Chelsea             | 0:1      | 0:2      |
| RB Lipsko                | 0:4    | Liverpool           | 0:2      | 0:2      |
| Porto                    | 4:4*   | Juventus            | 2:1      | 2:3 pp.  |
| Barcelona                | 2:5    | Paris Saint-Germain | 1:4      | 1:1      |
| Sevilla                  | 4:5    | Borussia Dortmund   | 2:3      | 2:2      |
| Atalanta                 | 1:4    | Real Madrid         | 0:1      | 1:3      |

První zápasy
| 16. února 2021 21:00 SELČ |     |                    |                                                          |
| RB Lipsko                 | 0:2 | Liverpool          | Puskás Aréna, Budapešt diváci: 0 rozhodčí: Slavko Vinčić |
|                           |     | Salah 53' Mané 58' | Puskás Aréna, Budapešt diváci: 0 rozhodčí: Slavko Vinčić |

| 16. února 2021 21:00 SELČ |     |                               |                                                       |
| FC Barcelona              | 1:4 | PSG                           | Camp Nou, Barcelona diváci: 0 rozhodčí: Björn Kuipers |
| Messi 27'                 |     | Mbappé 32', 65', 85' Kean 70' | Camp Nou, Barcelona diváci: 0 rozhodčí: Björn Kuipers |

| 17. února 2021 21:00 SELČ |     |            |                                                                      |
| Porto                     | 2:1 | Juventus   | Estádio do Dragão, Porto diváci: 0 rozhodčí: Carlos del Cerro Grande |
| Taremi 1' Marega 46'      |     | Chiesa 82' | Estádio do Dragão, Porto diváci: 0 rozhodčí: Carlos del Cerro Grande |

| 17. února 2021 21:00 SELČ |     |                             |                                                                           |
| Sevilla                   | 2:3 | Dortmund                    | Estadio Ramón Sánchez Pizjuán, Sevilla diváci: 0 rozhodčí: Danny Makkelie |
| Suso 7' De Jong 84'       |     | Dahoud 19' Haaland 27', 43' | Estadio Ramón Sánchez Pizjuán, Sevilla diváci: 0 rozhodčí: Danny Makkelie |

| 23. února 2021 21:00 SELČ |     |            |                                                                      |
| Atlético Madrid           | 0:1 | Chelsea    | Národní stadion (Bukurešť), Bukurešť diváci: 0 rozhodčí: Felix Brych |
|                           |     | Giroud 68' | Národní stadion (Bukurešť), Bukurešť diváci: 0 rozhodčí: Felix Brych |

| 23. února 2021 21:00 SELČ |     |                                                      |                                                        |
| Lazio Řím                 | 1:4 | Bayern Mnichov                                       | Stadio Olimpico, Řím diváci: 0 rozhodčí: Orel Grinfeld |
| Correa 49'                |     | Lewandowski 9' Musiala 24' Sané 42' Acerbi 47' (vl.) | Stadio Olimpico, Řím diváci: 0 rozhodčí: Orel Grinfeld |

| 24. února 2021 21:00 SELČ |     |             |                                                                            |
| Atalanta                  | 0:1 | Real Madrid | Stadio Atleti Azzurri d'Italia, Bergamo diváci: 0 rozhodčí: Tobias Stieler |
|                           |     | F.Mendy 86' | Stadio Atleti Azzurri d'Italia, Bergamo diváci: 0 rozhodčí: Tobias Stieler |

| 24. února 2021 21:00 SELČ |     |                               |                                                              |
| Mönchengladbach           | 0:2 | Manchester City               | Puskás Aréna, Budapešt diváci: 0 rozhodčí: Artur Soares Dias |
|                           |     | B.Silva 29' Gabriel Jesus 65' | Puskás Aréna, Budapešt diváci: 0 rozhodčí: Artur Soares Dias |

Odvetné zápasy
| 9. března 2021 21:00 SELČ   |        |                           |                                                           |
| Juventus                    | 3:2 pp | Porto                     | Juventus Stadium, Turín diváci: 0 rozhodčí: Björn Kuipers |
| Chiesa 49', 63' Rabiot 117' |        | Oliveira 19' (pen.), 114' | Juventus Stadium, Turín diváci: 0 rozhodčí: Björn Kuipers |

Celkové skóre je 4:4. FC Porto postupuje do čtvrtfinále díky více vstřeleným gólům na hřišti soupeře.
| 9. března 2021 21:00 SELČ |     |                             |                                                              |
| Dortmund                  | 2:2 | Sevilla                     | Signal Iduna Park, Dortmund diváci: 0 rozhodčí: Cüneyt Çakır |
| Haaland 35', 54' (pen.)   |     | En Nesyri 69' (pen.), 90+6' | Signal Iduna Park, Dortmund diváci: 0 rozhodčí: Cüneyt Çakır |

Borussia Dortmund postupuje díky celkovému skóre 5:4 do čtvrtfinále.
| 10. března 2021 21:00 SELČ |     |           |                                                           |
| Liverpool                  | 2:0 | RB Lipsko | Puskás Aréna, Budapešt diváci: 0 rozhodčí: Clément Turpin |
| Salah 70' Mané 74'         |     |           | Puskás Aréna, Budapešt diváci: 0 rozhodčí: Clément Turpin |

Liverpool postupuje díky celkovému skóre 4:0 do čtvrtfinále.
| 10. března 2021 21:00 SELČ |     |              |                                                            |
| PSG                        | 1:1 | FC Barcelona | Parc des Princes, Paříž diváci: 0 rozhodčí: Anthony Taylor |
| Mbappé 31' (pen.)          |     | Messi 37'    | Parc des Princes, Paříž diváci: 0 rozhodčí: Anthony Taylor |

PSG postupuje díky celkovému skóre 5:2 do čtvrtfinále.
| 16. března 2021 21:00 SELČ               |     |            |                                                                       |
| Real Madrid                              | 3:1 | Atalanta   | Estadio Alfredo Di Stefano, Madrid diváci: 0 rozhodčí: Danny Makkelie |
| Benzema 34' Ramos 60' (pen.) Asensio 84' |     | Muriel 83' | Estadio Alfredo Di Stefano, Madrid diváci: 0 rozhodčí: Danny Makkelie |

Real Madrid postupuje díky celkovému skóre 4:1 do čtvrtfinále.
| 16. března 2021 21:00 SELČ |     |                |                                                           |
| Manchester City            | 2:0 | Möchengladbach | Puskás Aréna, Budapešt diváci: 0 rozhodčí: Sergei Karasev |
| De Bruyne 12' Gündoğan 18' |     |                | Puskás Aréna, Budapešt diváci: 0 rozhodčí: Sergei Karasev |

Manchester City FC postupuje díky celkovému skóre 4:0 do čtvrtfinále.
| 17. března 2021 21:00 SELČ |     |                 |                                                            |
| Chelsea                    | 2:0 | Atlético Madrid | Stamford Bridge, Londýn diváci: 0 rozhodčí: Daniele Orsato |
| Ziyech 34' Emerson 90+4'   |     |                 | Stamford Bridge, Londýn diváci: 0 rozhodčí: Daniele Orsato |

Chelsea FC postupuje díky celkovému skóre 3:0 do čtvrtfinále.
| 17. března 2021 21:00 SELČ               |     |            |                                                          |
| Bayern Mnichov                           | 2:1 | Lazio      | Allianz Arena, Mnichov diváci: 0 rozhodčí: István Kovács |
| Lewandowski 33' (pen.) Choupo-Moting 73' |     | Parolo 82' | Allianz Arena, Mnichov diváci: 0 rozhodčí: István Kovács |

FC Bayern Mnichov postupuje díky celkovému skóre 6:2 do čtvrtfinále.

## Čtvrtfinále
| Domácí v 1. zápase | Celkem | Hosté v 1. zápase   | 1. zápas | 2. zápas |
| ------------------ | ------ | ------------------- | -------- | -------- |
| Bayern Mnichov     | 3:3*   | Paris Saint-Germain | 2:3      | 1:0      |
| Manchester City    | 4:2    | Borussia Dortmund   | 2:1      | 2:1      |
| Real Madrid        | 3:1    | Liverpool           | 3:1      | 0:0      |
| FC Porto           | 1:2    | Chelsea             | 0:2      | 1:0      |

První zápasy
| 6. dubna 2021 21:00 SELČ |     |          |                                                               |
| Manchester City          | 2:1 | Dortmund | Etihad Stadium, Manchester diváci: 0 rozhodčí: Ovidiu Hațegan |
| De Bruyne 19' Foden 90'  |     | Reus 84' | Etihad Stadium, Manchester diváci: 0 rozhodčí: Ovidiu Hațegan |

| 6. dubna 2021 21:00 SELČ             |     |           |                                                                    |
| Real Madrid                          | 3:1 | Liverpool | Estadio Alfredo Di Stefano, Madrid diváci: 0 rozhodčí: Felix Brych |
| Vinícius Júnior 27', 65' Asensio 36' |     | Salah 51' | Estadio Alfredo Di Stefano, Madrid diváci: 0 rozhodčí: Felix Brych |

| 7. dubna 2021 21:00 SELČ     |     |                               |                                                                |
| Bayern Mnichov               | 2:3 | PSG                           | Allianz Arena, Mnichov diváci: 0 rozhodčí: Antonio Mateu Lahoz |
| Choupo-Moting 37' Müller 60' |     | Mbappé 3', 68' Marquinhos 28' | Allianz Arena, Mnichov diváci: 0 rozhodčí: Antonio Mateu Lahoz |

| 7. dubna 2021 21:00 SELČ |     |                        |                                                                          |
| Porto                    | 0:2 | Chelsea                | Estadio Ramón Sánchez Pizjuán, Sevilla diváci: 0 rozhodčí: Slavko Vinčić |
|                          |     | Mount 32' Chilwell 85' | Estadio Ramón Sánchez Pizjuán, Sevilla diváci: 0 rozhodčí: Slavko Vinčić |

Odvetné zápasy
| 13. dubna 2021 21:00 SELČ |     |                   |                                                             |
| PSG                       | 0:1 | Bayern Mnichov    | Parc des Princes, Paříž diváci: 0 rozhodčí: Danielle Orsato |
|                           |     | Choupo-Moting 40' | Parc des Princes, Paříž diváci: 0 rozhodčí: Danielle Orsato |

Celkové skóre je 3:3. PSG postupuje do semifinále díky více vstřeleným gólům na hřišti soupeře.
| 13. dubna 2021 21:00 SELČ |     |              |                                                                           |
| Chelsea                   | 0:1 | Porto        | Estadio Ramón Sánchez Pizjuán, Sevilla diváci: 0 rozhodčí: Clément Turpin |
|                           |     | Taremi 90+4' | Estadio Ramón Sánchez Pizjuán, Sevilla diváci: 0 rozhodčí: Clément Turpin |

Chelsea FC postupuje díky celkovému skóre 2:1 do semifinále.
| 14. dubna 2021 21:00 SELČ |     |                             |                                                                         |
| Dortmund                  | 1:2 | Manchester City             | Signal Iduna Park, Dortmund diváci: 0 rozhodčí: Carlos del Cerro Grande |
| Bellingham 15'            |     | Mahréz 55' (pen.) Foden 75' | Signal Iduna Park, Dortmund diváci: 0 rozhodčí: Carlos del Cerro Grande |

Manchester City FC postupuje díky celkovému skóre 4:2 do semifinále.
| 14. dubna 2021 21:00 SELČ |     |             |                                                      |
| Liverpool                 | 0:0 | Real Madrid | Anfield, Liverpool diváci: 0 rozhodčí: Björn Kuipers |
|                           |     |             | Anfield, Liverpool diváci: 0 rozhodčí: Björn Kuipers |

Real Madrid postupuje díky celkovému skóre 3:1 do semifinále.

## Semifinále
| Domácí v 1. zápase  | Celkem | Hosté v 1. zápase | 1. zápas | 2. zápas |
| ------------------- | ------ | ----------------- | -------- | -------- |
| Paris Saint-Germain | 1:4    | Manchester City   | 1:2      | 0:2      |
| Real Madrid         | 1:3    | Chelsea           | 1:1      | 0:2      |

První zápasy
| 27. dubna 2021 21:00 SELČ |     |             |                                                                       |
| Real Madrid               | 1:1 | Chelsea     | Estádio Alfredo Di Stefano, Madrid diváci: 0 rozhodčí: Danny Makkelie |
| Benzema 29'               |     | Pulišić 14' | Estádio Alfredo Di Stefano, Madrid diváci: 0 rozhodčí: Danny Makkelie |

| 28. dubna 2021 21:00 SELČ |     |                          |                                                         |
| PSG                       | 1:2 | Manchester City          | Parc des Princes, Paříž diváci: 0 rozhodčí: Felix Brych |
| Marquinhos 15'            |     | De Bruyne 64' Mahréz 71' | Parc des Princes, Paříž diváci: 0 rozhodčí: Felix Brych |

Odvetné zápasy
| 4. května 2021 21:00 SELČ |     |     |                                                              |
| Manchester City           | 2:0 | PSG | Etihad Stadium, Manchester diváci: 0 rozhodčí: Björn Kuipers |
| Mahréz 11', 63'           |     |     | Etihad Stadium, Manchester diváci: 0 rozhodčí: Björn Kuipers |

Manchester City FC postupuje díky celkovému skóre 4:1 do finále.
| 5. května 2021 21:00 SELČ |     |             |                                                             |
| Chelsea                   | 2:0 | Real Madrid | Stamford Bridge, Londýn diváci: 0 rozhodčí: Danielle Orsato |
| Werner 28' Mount 85'      |     |             | Stamford Bridge, Londýn diváci: 0 rozhodčí: Danielle Orsato |

Chelsea FC postupuje díky celkovému skóre 3:1 do finále.

## Finále
| 29. května 2021 21:00 SELČ |     |             |                                                                                    |
| Manchester City            | 0:1 | Chelsea FC  | Estádio do Dragão, Porto, Portugalsko diváci: 16 500 rozhodčí: Antonio Mateu Lahoz |
|                            |     | Havertz 42' | Estádio do Dragão, Porto, Portugalsko diváci: 16 500 rozhodčí: Antonio Mateu Lahoz |